# Rallye Elfenbeinküste 1980
Die 12. Rallye Elfenbeinküste war der 12. Lauf zur Rallye-Weltmeisterschaft 1980. Sie fand vom 9. bis zum 14. Dezember in der Region von Abidjan statt.

## Klassifikationen

### Endergebnis
| Rang | Fahrer                | Co-Pilot            | Auto                  | Zeit (Std./Min./Sek.) | Rückstand Sieger (Std./Min.) Rückstand V (Std./Min.) |
| ---- | --------------------- | ------------------- | --------------------- | --------------------- | ---------------------------------------------------- |
| 1    | Björn Waldegård       | Hans Thorszelius    | Mercedes-Benz 500 SLC | 02:36                 | 00:00                                                |
| 2    | Jorge Recalde         | Nestor Straimel     | Mercedes-Benz 500 SLC | 03:47                 | 01:11                                                |
| 3    | Alain Ambrosino       | Jean-Robert Bureau  | Peugeot 504 Coupé     | 05:14                 | 02:41 01:30                                          |
| 4    | Samir Assef           | Gilbert Fourcade    | Toyota Celica 2000 GT | 05:38                 | 03:02 00:21                                          |
| 5    | Vic Preston jr.       | Claes Billstam      | Mercedes-Benz 500 SLC | 05:43                 | 03:07 00:05                                          |
| 6    | Sandro Munari         | Jacques Jaubert     | Fiat 131 Abarth       | 06:16                 | 03:40 00:33                                          |
| 7    | Per Eklund            | Hans Sylvan         | Toyota Celica 2000 GT | 07:55                 | 05:16 01:39                                          |
| 8    | Jean-Claude Lefèbvre  | Christian Delferier | Peugeot 504 Coupé     | 08:25                 | 05:49 00:30                                          |
| 9    | Jean-François Vincens | Solange Vincens     | Mitsubishi Lancer     | 12:59                 | 10:23 04:34                                          |
| 10   | Naguib Saad           | François Dromard    | Datsun 160J           | 14:46                 | 12:10 01:47                                          |

Insgesamt wurden 11 von 52 gemeldeten Fahrzeuge klassiert:

### Fahrer-Weltmeisterschaft
| Pos. | Fahrer          | Punkte |
| ---- | --------------- | ------ |
| 1    | Walter Röhrl    | 118    |
| 2    | Hannu Mikkola   | 64     |
| 3    | Björn Waldegård | 63     |
| 4    | Ari Vatanen     | 50     |
| 5    | Anders Kulläng  | 48     |

### Herstellerwertung
| Pos. | Team          | Punkte |
| ---- | ------------- | ------ |
| 1    | Fiat          | 120    |
| 2    | Datsun        | 93     |
| 3    | Ford          | 90     |
| 4    | Mercedes-Benz | 79     |
| 5    | Opel          | 71     |